# Kızılağaç, Milas
Kızılağaç là một xã thuộc huyện Milas, tỉnh Muğla, Thổ Nhĩ Kỳ. Dân số thời điểm năm 2011 là 121 người.